# Бреденбери (Саскачеван)
Бреденбери (енгл. Bredenbury) је малено урбано насеље са статусом варошице у источном делу канадске провинције Саскачеван. Насеље се налази на око 41 км југоисточно од града Јорктона и око 50 км западно од административне границе са провинцијом Манитоба. Кроз насеље пролази провинцијски аутопут 16. 
Главни извори прихода долазе од пољопривреде и из оближњег рудника поташе.

## Историја
Прва већа група досељеника углавном британског и исландског порекла доселила се у ово подручје током 80их година 19. века. Број становника је постепено растао тако да је у мају 1911. насеље административно организовано као село, а већ две године касније и као варошица. 

## Демографија
Према резултатима пописа становништва из 2011. у варошици су живела 364 становника у укупно 165 домаћинстава, што је за 10,6% више у односу на 329 житеља колико је регистровано 
приликом пописа 2006. године.
| 2006. | 2011. |
| ----- | ----- |
| 329   | 364   |